# Kenya Airways
Kenya Airways — національна авіакомпанія Кенії зі штаб-квартирою у місті Найробі.
Авіакомпанія здійснює перельоти в Африку, Європу і індійський субконтинент (велика область азійського континенту). Головний аеропорт компанії — Міжнародний аеропорт імені Джомо Кеніати, основний аеропорт призначення авіаперевезень — Міжнародний аеропорт Мої, розташований у місті Момбаса.

## Історія та загальні відомості
Авіакомпанія була утворена в лютому 1977 року відразу після розпаду Східно-Африканського співтовариства і що послідувала за нею ліквідацією авіакомпанії East African Airways. Kenya Airways створювалася як державна авіакомпанія і повністю належала уряду країни до квітня 1996 року.
У 1986 уряд Кенії опублікував резолюцію під номером 1 з викладенням необхідності структурної перебудови економіки країни з метою її подальшого зростання і розвитку, в якій особливо підкреслювалося думку кабінету міністрів про необхідність приватизації державної авіакомпанії Kenya Airways. В 1991 році була створена спеціальна комісія для проведення акціонування державних компаній, головою комісії був призначений Філіп Ндегва (англ. Philip Ndegwa), очолював роботу комісії до чергової зміни кабінету міністрів. У 1992 році комісія оприлюднила спеціальний документ з переліком державних підприємств, що підлягають акціонуванню, в якому необхідності приватизації авіакомпанії Kenya Airways відводилося одне з пріоритетних значень.
У 1994 Міжнародна фінансова корпорація (IFC) призначила в авіакомпанію своїх консультантів для надання допомоги у підготовці акціонування компанії. У 1995 році Kenya Airways провела реструктуризацію своїх боргових зобов'язань і підписала корпоративну угоду з голландською авіакомпанією KLM, за якою KLM набувала 26 % акцій кенійського перевізника і ставала найбільшим акціонером. У 1996 році було отримано офіційний дозвіл на вільну торгівлю цінними паперами авіакомпанії і в тому ж році акції Kenya Airways почали вільний обіг на фондовій біржі Найробі, у жовтні 2004 року акції авіакомпанії були паралельно розміщені і на фондовій біржі Дар-ес-Салам. У квітні 2004 року Kenya Airways представила свій вантажний підрозділ Kenya Airways Cargo, а в липні того ж року знову приєднала авіакомпанію Flamingo Airlines, передавши їй функції авіаперевізника на внутрішніх лініях країни.
У 2005 провела роботу по зміні лівреї своїх пасажирських суден. Чотири горизонтальні смуги вздовж всього фюзеляжу замінювалися розписом девізу «Гордість Африки» (англ. Pride of Africa), буквене сполучення «КА» в колі на хвості літаків замінювалося на стилізовану літеру «K» всередині літери «Q» для особливого акценту на код ІАТА авіакомпанії (KQ).
Згідно зі звітом авіакомпанії за піврічний період, що закінчився 30 вересня 2005 року, чистий прибуток Kenya Airways після сплати податків збільшилася на 48 % в порівнянні з аналогічним періодом минулого року і склав 2,231 мільярдів кенійських шилінгів (30 мільйонів доларів США). За звітний період послугами авіакомпанії скористалося понад 1,2 мільйонів осіб.
У березні 2006 отримала престижну нагороду «Авіакомпанія року Африки» в п'ятий раз за останні сім років. Кількість перевезених пасажирів за 2006 фінансовий рік (квітень 2006 — березень 2007) досягло показника в 2,6 мільйонів чоловік.
4 вересня 2007 другий за величиною глобальний авіаційний альянс пасажирських перевезень SkyTeam зробив авіакомпанії Kenya Airways пропозицію щодо приєднання до альянсу в ролі першого офіційного асоційованого члена — партнера альянсу.
Станом на березень 2007 в авіакомпанії працювало 2.408 співробітників. Найбільшими власниками акцій Kenya Airways є кенійські приватні власники — 30,94 %, KLM (в даний час — холдинг Air France-KLM) — 26 %, уряд Кенії — 23 %, інвестиційні банки країни — 14,2 %, міжнародний інвестори — 4,47 % та приватні міжнародні власники — 1,39 %. Самій авіакомпанії Kenya Airways належать 49 % танзанійського авіаперевізника Precision Air.
У листопаді 2021 в рамках Рамкової програми стратегічного партнерства (SPF), підписаної під час церемонії в присутності президента Південної Африки Сиріла Рамафоси та президента Кенії Ухуру Кеніатти. Kenya Airways і South African Airways тепер працюватимуть разом, щоб «збільшити пасажиропотік, можливості перевезення вантажів і торгівлю загалом, використовуючи сили Південної Африки, Кенії та Африки», пояснює комюніке.

## Флот
Середній вік літаків на 2017 становить 5,6 років. На січень 2017 флот авіакомпанії складається з таких літаків.